# CCR1

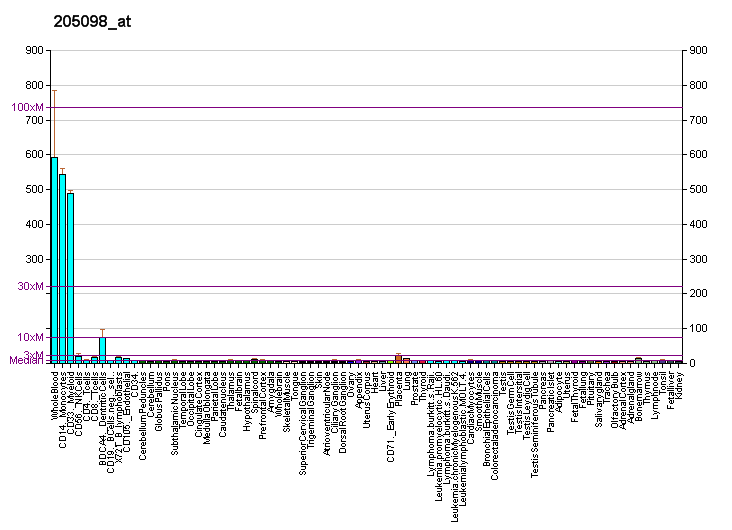
Genexpressionsmuster des CCR1-Gens.

C-C chemokine receptor type 1 (CCR1) ist ein Oberflächenprotein aus der Gruppe der Chemokinrezeptoren.

## Eigenschaften
CCR1 ist ein G-Protein-gekoppelter Rezeptor und wird von verschiedenen hämatopoetischen Zellen gebildet. Er bindet Chemokine vom C-C-Typ wie MIP-1-alpha (CCL3), MIP-1-delta, RANTES (CCL5) und MCP-3 (CCL7). Mit geringerer Affinität wird MIP-1-beta und MCP-1 gebunden. Nach Bindung steigt die zelluläre Konzentration des second messenger Ca2+. CCR1 ist glykosyliert und phosphoryliert.
CCR1 wird zur Behandlung von Autoimmunerkrankungen und Infektionskrankheiten untersucht.